# بیس ۲: به جرم اتهام
بیس ۲: به جرم اتهام (به انگلیسی: The Base 2: Guilty as Charged) یک فیلم سینمایی آمریکایی در ژانر فیلم اکشن محصول سال ۲۰۰۰ به کارگردانی مارک ال. لستر است. بازیگران اصلی فیلم آنتونیو ساباتو جونیور و جیمز رمار هستند. همچنین این اثر ادامه فیلم بیس (۱۹۹۹) است.

## بازیگران
- آنتونیو ساباتو جونیور: ستوان جان مورفی / گروه. هاوکس
- جیمز رمار: سرهنگ دوم. اشتراوس
- دوین دیویس: غاز
- یوجی اوکاموتو: دیویس
- ملیسا لوئیس: لی
- الیاس ماهار: ویلتس
- امیلیو ریو. آلبرتو رامیرز
- جانی اروبون: ستوان دانیل زاک
- ویلیام جونز: سرهنگ دوم. جو سرانو
- Deron McBee: Cletus
- رندی مالکی: سرهنگ هوارد
- گری سروانتس: هوگو رامیرز (به عنوان کارلوس سروانتس)
- باب راد: ژنرال والش